# کودک در گذر زمان
«کودک در گذر زمان» (به انگلیسی: Child in Time) ترانه‌ای از دیپ پرپل است. این ترانه که اشاره‌هایی به جنگ سرد دارد در آلبوم دیپ پرپل در سنگ منتشر شد.